# Big Sandy (Tennessee)
Big Sandy – miasto w Stanach Zjednoczonych, w stanie Tennessee, w hrabstwie Benton.